# 渡辺淳 (俳優)
渡辺 淳（わたなべ じゅん、1982年6月21日 - ）は、日本のスーツアクター、俳優、アクション監督。
兵庫県出身。所属事務所はジャパンアクションエンタープライズ。

## 略歴
ジャパンアクションエンタープライズ32期生。中学生時代にブルース・リーやジャッキー・チェンの映画を見てアクションの道を志し、高校時代に俳優をやっていた友人を通じてJAEの存在を知り、入門した。同期には永徳がいる。
主に仮面ライダーシリーズ、スーパー戦隊シリーズのスーツアクターとして活躍している。2002年に『仮面ライダー龍騎』へ補助として参加し、2003年の『仮面ライダー555』で怪人役のスーツアクターを担当した。2004年以前は敵キャラを演じていたが、2005年の『仮面ライダー響鬼』の仮面ライダー轟鬼役で初めてヒーロー役を演じ、敵幹部役も多く担当。2012年の『仮面ライダーウィザード』で仮面ライダービーストを演じて以降は2号ライダーを演じることが多くなった。スーパー戦隊シリーズには2007年から参加するようになった。
2010年代に入るとスーツアクターとしての活動の傍らアクション演出にも関わるようになり、2019年の『仮面ライダーゼロワン』では出演せず、初めて特撮テレビドラマのアクション監督を務め、『仮面ライダーリバイス』まで令和仮面ライダーのアクション監督を務め、2023年の『王様戦隊キングオージャー』でスーパー戦隊シリーズのアクション監督に初めて起用される。

## 人物
- 趣味・特技は、ダンスとギター[6]。
- 3児の父親で、次男は『仮面ライダー電王』（出演当時2ヶ月）や『仮面ライダービルド』に出演した。
- アクション演出にあたっては、プレイヤーが覚える時間を配慮して撮影前のロケハンに同行してプランを立てており、さらに本編監督にもイメージが伝えやすいようビデオコンテを作成するなどしている[2]。またCG合成を含めた演出ではアニメ作品も参考にしており、『ゼロワン』では『ドラゴンボール』をイメージした演出も行っている[2]。
- 他に普段参考にしてるアニメは主に、自身が好きなドラゴンボールや聖闘士星矢の他、呪術廻戦や怪獣8号などの流行りのアニメ[7]。
- アクション監督にも、大作映画や監督と助監督のように常に補佐の人がいると助かるとのこと[7]。
- 影響を受けてるアクション監督は、谷垣健治と下村勇二[8]。

## 出演

### テレビドラマ（出演）
- 武蔵 MUSASHI（2003年、NHK） - 門人 役
- 警視庁鑑識班2004（2004年、日本テレビ）
- 愛のソレア（2004年、フジテレビ）
- 新宿スワン（2007年、テレビ朝日） - 川村陽介吹き替え
- サラリーマン金太郎2（2010年、テレビ朝日） - 森本レオ吹き替え
- ダブルフェイス（2012年、TBS/WOWOW） - 教官 役
- 戦国★男士（2012年、テレビ神奈川 ほか） - 屈強な男 役（第19話）
- 金曜プレステージ「十津川捜査班 7」（2013年、フジテレビ） - 吹き替え
- ヤメゴク〜ヤクザやめて頂きます〜（2015年、TBS） - 第4話ゲスト
- 絶対零度～未然犯罪潜入捜査～（2018年、フジテレビ）
- トクサツガガガ（2019年、NHK）

### 特撮テレビドラマ（出演）
- 仮面ライダーシリーズ
  - 仮面ライダー龍騎（2002年 - 2003年） - 補助[1]、シアゴースト[9]
  - 仮面ライダー555（2003年 - 2004年） - オルフェノク[1]、ドラゴンオルフェノク[1]、ワームオルフェノク[10]、ラビットオルフェノク[10]、ローズオルフェノク[10]、ライノセラスビートルオルフェノク[11]
  - 仮面ライダー剣（2004年 - 2005年） - アンデッド[1]（ゼブラアンデッド[1] ほか）
  - 仮面ライダー響鬼（2005年 - 2006年） - 仮面ライダー轟鬼[1][12][注釈 1]、戸田山変身体[13][注釈 1]
  - 仮面ライダーカブト（2006年 - 2007年） - 仮面ライダーサソード[1]、スコルピオワーム[要出典]、仮面ライダーダークカブト[1][注釈 2]、シャドウ隊員 役[注釈 3]
  - 仮面ライダー電王（2007年 - 2008年）
  - 仮面ライダーキバ（2008年 - 2009年）
  - 仮面ライダーディケイド（2009年） - 仮面ライダーパンチホッパー[14]、仮面ライダーカイザ[15]、仮面ライダー龍騎[16]、仮面ライダーファイズ[17]、仮面ライダーG3[18]、エクシードギルス[18]、仮面ライダーアギト[18]、仮面ライダーディケイド（15）[19]、アポロガイスト[20]、仮面ライダーカブト[21]、仮面ライダーザビー[21]、仮面ライダー轟鬼[22]、仮面ライダーダークキバ[23]、仮面ライダーランス[24]
  - 仮面ライダーW（2009年 - 2010年） - ナスカ・ドーパント[12][1]、ウェザー・ドーパント[1]、Rナスカ・ドーパント[25]、ドーパント[25]
  - 仮面ライダーオーズ/OOO（2010年 - 2011年） - カザリ[12][1]、ヤミー[26]
  - 仮面ライダーフォーゼ（2011年 - 2012年） - スコーピオン・ゾディアーツ[1]、リブラ・ゾディアーツ[12][1]、カプリコーン・ゾディアーツ[1]、タチバナ[12][1]、サジタリウス・ゾディアーツ[1]、サジタリウス・ノヴァ[1] 他
  - 仮面ライダーウィザード（2012年 - 2013年） - 仮面ライダービースト[12][1]、フェニックス[1]、白い魔法使い[27]、ワイズマン[27]
  - 仮面ライダー鎧武/ガイム（2013年 - 2014年） - 仮面ライダー斬月[1][12][28]、仮面ライダー斬月・真[1][12][29]、仮面ライダーブラーボ[29]、レデュエ[30]、セイリュウインベス（第18話）[30]
  - 仮面ライダードライブ（2014年 - 2015年） - 仮面ライダーマッハ[31][12]
  - 仮面ライダーゴースト（2015年 -2016年） - 仮面ライダースペクター[12][32]、英雄ゴースト[33][注釈 4]
  - 仮面ライダーエグゼイド（2016年 - 2017年） - 仮面ライダーブレイブ[12]（レベル2[35] / レベル3[36]）、仮面ライダーエグゼイド レベルXX L[36]
  - 仮面ライダービルド（2017年 - 2018年） - ナイトローグ[12][37]、仮面ライダーローグ[38]
  - 仮面ライダージオウ（2018年 - 2019年） - アナザービルド[39]
  - 仮面ライダーセイバー（2020年 - 2021年） - 仮面ライダーセイバー[40]、仮面ライダーデュランダル（代役）[41]
- スーパー戦隊シリーズ
  - 忍風戦隊ハリケンジャー（2002年 - 2003年）
  - 爆竜戦隊アバレンジャー（2003年 - 2004年） - バーミア兵[42]
  - 魔法戦隊マジレンジャー（2005年 - 2006年）
  - 轟轟戦隊ボウケンジャー（2006年 - 2007年）
  - 獣拳戦隊ゲキレンジャー（2007年 - 2008年） - ゲキチョッパー[12][1]
  - 炎神戦隊ゴーオンジャー（2008年 - 2009年） - ゴーオンゴールド[12][1]、係員 役（最終回）
  - 侍戦隊シンケンジャー（2009年 - 2010年） - 警官 役
  - 天装戦隊ゴセイジャー（2010年 - 2011年）
  - 海賊戦隊ゴーカイジャー（2011年 - 2012年）
  - 獣電戦隊キョウリュウジャー（2013年 - 2014年）
  - 烈車戦隊トッキュウジャー（2014年 - 2015年）
  - 動物戦隊ジュウオウジャー（2016年 - 2017年） - ザワールド（代役）[43]
  - 快盗戦隊ルパンレンジャーVS警察戦隊パトレンジャー（2018年 - 2019年）
  - 騎士竜戦隊リュウソウジャー（2019年 - 2020年） - リュウソウブルー（マスターバージョン / 1）[44]
  - 爆上戦隊ブンブンジャー（2024年 - ） - 監督 役[45]
  - ナンバーワン戦隊ゴジュウジャー（2025年） - ポスター男性A 役

#### テレビスペシャル（出演）
- 仮面ライダーG（2009年1月31日） - 仮面ライダーG[46]
- 烈車戦隊トッキュウジャーVS仮面ライダー鎧武 春休み合体スペシャル（2014年3月30日）
- 手裏剣戦隊ニンニンジャーVS仮面ライダードライブ 春休み合体1時間スペシャル（2015年3月29日）

### バラエティ（出演）
- 第56回NHK紅白歌合戦（2005年、NHK） - 仮面ライダー轟鬼
- アドレな!ガレッジ（2006年、テレビ朝日） - スタントで脅かす人
- ぐるぐるナインティナイン（2008年、日本テレビ） - 小島よしおスタンドイン
- なのに調査団（2013年、テレビ朝日）

### 映画（出演）
- 仮面ライダーシリーズ
  - 劇場版 仮面ライダー555 パラダイス・ロスト（2003年）
  - 劇場版 仮面ライダー剣 MISSING ACE（2004年）
  - 劇場版 仮面ライダー響鬼と7人の戦鬼（2005年） - 仮面ライダー轟鬼[47][注釈 1]
  - 劇場版 仮面ライダーカブト GOD SPEED LOVE（2006年） - 仮面ライダーサソード[48]
  - 劇場版 仮面ライダー電王 俺、誕生!（2007年） - イマジン[48]
  - 劇場版 仮面ライダー電王&キバ クライマックス刑事（2008年）[注釈 1]
  - 劇場版 さらば仮面ライダー電王 ファイナル・カウントダウン（2008年）
  - 劇場版 超・仮面ライダー電王&ディケイド NEOジェネレーションズ 鬼ヶ島の戦艦（2009年） - 仮面ライダーディケイド[49]
  - 劇場版 仮面ライダーディケイド オールライダー対大ショッカー（2009年） - 仮面ライダー1号[48]、仮面ライダースーパー1[48]、仮面ライダーディケイド[48]
  - 仮面ライダー×仮面ライダー W&ディケイド MOVIE大戦2010（2009年） - ナスカ・ドーパント[50]
  - 仮面ライダー×仮面ライダー×仮面ライダー THE MOVIE 超・電王トリロジー（2010年）
    - EPISODE RED ゼロのスタートウィンクル
    - EPISODE BLUE 派遣イマジンはNEWトラル
    - EPISODE YELLOW お宝DEエンド・パイレーツ

  - 仮面ライダーW FOREVER AtoZ/運命のガイアメモリ（2010年） - 仮面ライダーエターナル[1]、犯人 役
  - 仮面ライダー×仮面ライダー オーズ&ダブル feat.スカル MOVIE大戦CORE（2010年） - カザリ[51]、鎧武者怪人[51]
  - オーズ・電王・オールライダー レッツゴー仮面ライダー（2011年） - 仮面ライダーNEW電王[52]、ショッカーグリード[52]、モールイマジン[52]、キカイダー01[52]
  - 劇場版 仮面ライダーオーズ WONDERFUL 将軍と21のコアメダル（2011年） - カザリ[50]
  - 仮面ライダー×仮面ライダー フォーゼ&オーズ MOVIE大戦MEGA MAX（2011年） - 仮面ライダーポセイドン[48]、仮面ライダーオーズ[53]
  - 仮面ライダーフォーゼ THE MOVIE みんなで宇宙キターッ!（2012年） - ブラックナイト[1]、リブラ・ゾディアーツ[50]
  - 仮面ライダー×仮面ライダー ウィザード&フォーゼ MOVIE大戦アルティメイタム（2012年） - イナズマン[12][1]、サナギマン[12][1]、フェニックス[12]、仮面ライダービースト[48]
  - 劇場版 仮面ライダーウィザード in Magic Land（2013年） - 仮面ライダービースト[12]
  - 仮面ライダー×仮面ライダー 鎧武&ウィザード 天下分け目の戦国MOVIE大合戦（2013年） - 仮面ライダー斬月[54]、仮面ライダービースト[54]
  - 劇場版 仮面ライダー鎧武 サッカー大決戦!黄金の果実争奪杯!（2014年） - 仮面ライダー斬月・真[12]、中級インベス[12]
  - 仮面ライダー×仮面ライダー ドライブ&鎧武 MOVIE大戦フルスロットル（2014年） - 仮面ライダールパン[48]、仮面ライダー斬月・真[48]、仮面ライダーマッハ[48]、貴虎の部下 役
  - 劇場版 仮面ライダードライブ サプライズ・フューチャー（2015年）
  - 仮面ライダー×仮面ライダー ゴースト&ドライブ 超MOVIE大戦ジェネシス（2015年） - 仮面ライダースペクター[12][55]、仮面ライダーマッハ[12][55]
  - 仮面ライダー1号（2016年） - 仮面ライダースペクター[56][12]、毒トカゲ男[33]
  - 劇場版 仮面ライダーゴースト 100の眼魂とゴースト運命の瞬間（2016年）
  - 仮面ライダー平成ジェネレーションズ Dr.パックマン対エグゼイド&ゴーストwithレジェンドライダー（2016年） - 仮面ライダーブレイブ[33]、仮面ライダーネクロム[33][注釈 5]
  - 劇場版 仮面ライダーエグゼイド トゥルー・エンディング（2017年） - 仮面ライダーブレイブ[12]
  - 仮面ライダー平成ジェネレーションズ FINAL ビルド&エグゼイドwithレジェンドライダー（2017年）
  - 劇場版 仮面ライダービルド Be The One（2018年） - 仮面ライダーローグ[57]
  - 平成仮面ライダー20作記念 仮面ライダー平成ジェネレーションズ FOREVER（2018年） - 仮面ライダーディケイド[58]
  - 劇場版 仮面ライダージオウ Over Quartzer（2019年） - 仮面ライダーマッハ[59]
- スーパー戦隊シリーズ
  - 炎神戦隊ゴーオンジャー BUNBUN!BANBAN!劇場BANG!!（2008年）
  - 劇場版 炎神戦隊ゴーオンジャーVSゲキレンジャー（2009年）
  - 侍戦隊シンケンジャー 銀幕版 天下分け目の戦（2009年）
  - 侍戦隊シンケンジャーVSゴーオンジャー 銀幕BANG!!（2010年）
  - ゴーカイジャー ゴセイジャー スーパー戦隊199ヒーロー大決戦（2011年） - ゴセイブラック[60]
  - 海賊戦隊ゴーカイジャー THE MOVIE 空飛ぶ幽霊船（2011年）
  - 特命戦隊ゴーバスターズVS海賊戦隊ゴーカイジャー THE MOVIE（2013年）
  - 手裏剣戦隊ニンニンジャーVSトッキュウジャー THE MOVIE 忍者・イン・ワンダーランド（2016年）
  - 騎士竜戦隊リュウソウジャー THE MOVIE タイムスリップ!恐竜パニック!!（2019年）[61]
  - 機界戦隊ゼンカイジャー THE MOVIE 赤い戦い! オール戦隊大集会!!（2021年）[62]
- スーパーヒーロー大戦シリーズ
  - 仮面ライダー×スーパー戦隊 スーパーヒーロー大戦（2012年） - 仮面ライダーディケイド[50]
  - 仮面ライダー×スーパー戦隊×宇宙刑事 スーパーヒーロー大戦Z（2013年） - 仮面ライダービースト[12]
  - 平成ライダー対昭和ライダー 仮面ライダー大戦 feat.スーパー戦隊（2014年） - 仮面ライダーディケイド[48]、仮面ライダーW[48]、仮面ライダー斬月・真[48]
  - スーパーヒーロー大戦GP 仮面ライダー3号（2015年）
  - 仮面ライダー×スーパー戦隊 超スーパーヒーロー大戦（2017年） - 仮面ライダーブレイブ[63]
- 座頭市（2003年）
- ROCKERS（2003年） - カメラマン / 跳ねる観客 役
- エイトレンジャー∞（2012年） - シルバー吹き替え

### オリジナルビデオ（出演）
- 仮面ライダーシリーズ
  - 仮面ライダー555 ハイパーバトルビデオ（2003年）
  - 仮面ライダーカブト超バトルDVD 誕生!ガタックハイパーフォーム!!（2006年）
  - 仮面ライダーW RETURNS（2011年）
    - 仮面ライダーアクセル
    - 仮面ライダーエターナル - 仮面ライダーエターナル[12][1]

  - 仮面ライダーフォーゼ アストロスイッチひみつレポート（2012年）
  - てれびくん超バトルDVD 仮面ライダーウィザード ダンスリングでショータイム!!（2013年）
  - てれびくん超バトルDVD 仮面ライダー鎧武 フレッシュオレンジアームズ誕生! 〜君もつかめ!フレッシュの力〜（2014年）
  - 仮面ライダードライブ シークレット・ミッション type HIGH-SPEED! ホンモノの力! タイプハイスピード誕生!（2015年）
  - 鎧武外伝（2015年） - 仮面ライダー斬月[48]
    - 仮面ライダー斬月/仮面ライダーバロン
    - 仮面ライダーデューク/仮面ライダーナックル

  - てれびくん超バトルDVD 仮面ライダードライブ シークレット・ミッション type LUPIN ~ルパン、最後の挑戦状~（2015年）
  - 仮面ライダーゴースト 一休眼魂争奪!とんち勝負（バトル）!!（2015年）
  - てれびくん超バトルDVD 仮面ライダーゴースト 一休入魂!めざめよ!オレのとんち力!!（2016年）
  - ドライブサーガ（2016年）
    - 仮面ライダーチェイサー
    - 仮面ライダーマッハ/仮面ライダーハート - 仮面ライダーマッハ / 仮面ライダーマッハチェイサー[64]

  - 仮面ライダーゴースト 伝説!ライダーの魂! 1号&平成編（2016年）
  - てれびくん超バトルDVD 仮面ライダーゴースト 真相！英雄眼魂のひみつ！（2016年）
  - ゴースト RE:BIRTH 仮面ライダースペクター（2017年） - 仮面ライダーシンスペクター[65]
  - てれびくん超バトルDVD 仮面ライダーエグゼイド［裏技］仮面ライダーレーザー（2017年）
  - てれびくん超バトルDVD 仮面ライダーエグゼイド［裏技］仮面ライダーパラドクス（2017年）
  - 仮面ライダーエグゼイド トリロジー アナザー・エンディング（2018年）
    - Part.I 仮面ライダーブレイブ&仮面ライダースナイプ - 仮面ライダーブレイブ[66]
    - Part.III 仮面ライダーゲンムVS仮面ライダーレーザー

  - ROUGE（2018年） - ナイトローグ[67]、仮面ライダーローグ[67]
  - てれびくん超バトルDVD 仮面ライダープライムローグ（2018年）
  - ビルド NEW WORLD（2019年）
    - 仮面ライダークローズ - 仮面ライダーローグ[68]
    - 仮面ライダーグリス
- リバイスForward 仮面ライダーライブ&エビル&デモンズ（2023年） - 仮面ライダーインペリアルデモンズ[41]
- スーパー戦隊シリーズ
  - 獣拳戦隊ゲキレンジャーVSボウケンジャー（2008年）
  - 行って帰ってきた烈車戦隊トッキュウジャー 夢の超トッキュウ7号（2015年） - クローズ[69]
  - 特捜戦隊デカレンジャー 10 YEARS AFTER（2015年） - デカレッド[70]、ネオデカレッド[71]
  - 帰ってきた動物戦隊ジュウオウジャー お命頂戴!地球王者決定戦（2017年）
  - 炎神戦隊ゴーオンジャー 10 YEARS GRANDPRIX（2018年）

### ネットムービー（出演）
- 仮面ライダーシリーズ
  - ネット版 仮面ライダーディケイド オールライダー超スピンオフ（2009年） - 仮面ライダー電王、仮面ライダー轟鬼、本人 役 ほか
  - ネット版 仮面ライダーW FOREVER AtoZで爆笑26連発（2010年）
  - ネット版 オーズ・電王・オールライダー レッツゴー仮面ライダー 〜ガチで探せ！君だけのライダー48〜（2011年）
  - ネット版 仮面ライダーオーズ ALLSTARS 21の主役とコアメダル（2011年） - カザリ
  - ネット版 仮面ライダー×スーパー戦隊 スーパーヒーロー大変 〜犯人はダレだ?!〜（2012年、東映） - 仮面ライダーディケイド
  - ネット版 仮面ライダーフォーゼ みんなで授業キターッ!（2012年）
  - ネット版 仮面ライダー×スーパー戦隊×宇宙刑事 スーパーヒーロー大戦乙!〜Heroo!知恵袋〜あなたのお悩み解決します!（2013年）
  - dビデオスペシャル 仮面ライダー4号（2015年）
  - 仮面ライダーゴースト 伝説!ライダーの魂!（2016年） - 仮面ライダースペクター[33]
  - 仮面ライダーアマゾンズ（2016年）
  - 仮面ライダーエグゼイド [裏技]ヴァーチャルオペレーションズ（2016年）
  - 仮面ライダーブレイブ〜Surviveせよ！復活のビーストライダー・スクワッド！〜（2017年）
  - 仮面戦隊ゴライダー（2017年）
  - 仮面ライダービルド ハザードレベルを上げる7つのベストマッチ（2018年） - ナイトローグ[67]
  - 仮面ライダースペクター×ブレイズ（2021年） - 仮面ライダースペクター[72]
- スーパー戦隊シリーズ
  - 炎神戦隊ゴーオンジャー BONBON！BONBON！ネットでBONG!!（2008年）
  - 快盗戦隊ルパンレンジャー＋警察戦隊パトレンジャー ～究極の変合体！～（2018年）
  - 爆上戦隊ブンブンジャー formation lap 始末屋 オブ ギャラクシー（2025年） - ゴーオンゴールド
- SICK'S 恕乃抄 〜内閣情報調査室特務事項専従係事件簿〜（2018年） - ヤクザ 役

### Webアニメ
- ゆだって最高！リバイスアニメ 湯けむりパラダイス A GO!GO!（2022年6月26日、東映特撮ファンクラブ） - 本人（第2話） 役

### 舞台（出演）
- KOKAMI@network vol.9『僕たちの好きだった革命』（2007年2月28日 - 3月11日、シアターアプル 他）

### CM（出演）
- P&G「ボールド」選手役

### PV（出演）
- GACKT「Stay the Ride Alive」（2009年） - 仮面ライダーW
- Queen & Elizabeth『Love♡Wars』（2010年） - マスカレイド・ドーパント
- 仮面ライダーガールズ『Let's Go RiderKick 2011』（2011年） - 仮面ライダー電王

### ゲーム（出演）
- 仮面ライダー クライマックスヒーローズ オーズ（2010年） - モーションアクター

### イベント（出演）
- JAE SEED「Christmas Party」（2010年）
- メガホビEXPO「等身大ポスター発売記念:トークLIVE」（2010年）ゲスト
- 第三回聖地!大泉まつり「トークショー」（2010年）MC・ゲスト
- JAE NAKED LIVE「がんばろう 日本！」（2011年）
- JAE "春"プレミアムイベント ~Jump Up!~（2016年）

## スタッフ

### テレビドラマ（スタッフ）
- トレース〜科捜研の男〜（2019年、フジテレビ） - アクション監督（補佐）[12]
- 明日はもっと、いい日になる（2025年、フジテレビ） - アクションコーディネーター[73]

### 特撮テレビドラマ（スタッフ）
- 仮面ライダードライブ（2014年 - 2015年） - アクション監督補
- 仮面ライダービルド（2017年 - 2018年） - アクション監督補
- 仮面ライダージオウ（2018年 - 2019年） - アクション監督代行[74]
- 仮面ライダーゼロワン（2019年 - 2020年） - アクション監督[4][5]
- 仮面ライダーセイバー（2020年 - 2021年） - アクション監督[75]
- 仮面ライダーリバイス（2021年 - 2022年） - アクション監督[76]
- 王様戦隊キングオージャー（2023年 - 2024年） - アクション監督[77]
- 爆上戦隊ブンブンジャー（2024年 - ） - アクション監督 / 監督[78]
- 仮面ライダーゼッツ（2025年） - アクション監督[79]

### 映画（スタッフ）
- 仮面ライダー×仮面ライダー フォーゼ&オーズ MOVIE大戦MEGA MAX（2011年） - アクションコーディネーター補[注釈 6]
- 仮面ライダーフォーゼ THE MOVIE みんなで宇宙キターッ!（2012年） - アクションコーディネーター補[注釈 6]
- 仮面ライダー×仮面ライダー ウィザード&フォーゼ MOVIE大戦アルティメイタム（2012年） - アクションコーディネーター補
- 平成仮面ライダー20作記念 仮面ライダー平成ジェネレーションズ FOREVER（2018年） - アクション監督補
- 劇場版 仮面ライダージオウ Over Quartzer（2019年） - 『仮面ライダーゼロワン』アクション演出協力
- 仮面ライダー 令和 ザ・ファースト・ジェネレーション（2019年） - アクション監督[80]
- 劇場版 仮面ライダーゼロワン REAL×TIME（2020年） - アクション監督[81]
- 劇場短編 仮面ライダーセイバー 不死鳥の剣士と破滅の本（2020年） - アクション監督[82]
- セイバー+ゼンカイジャー スーパーヒーロー戦記（2021年） - アクション監督補
- 仮面ライダー ビヨンド・ジェネレーションズ（2021年） - アクション監督[83]
- 映画 王様戦隊キングオージャー アドベンチャー・ヘブン（2023年） - アクション監督[84]
- 爆上戦隊ブンブンジャー 劇場BOON! プロミス・ザ・サーキット （2024年） - アクション監督

### オリジナルビデオ（スタッフ）
- 仮面ライダーW RETURNS（2011年） - アクションコーディネーター補
  - 仮面ライダーアクセル
  - 仮面ライダーエターナル
- てれびくん超バトルDVD 仮面ライダープライムローグ（2018年） - アクション監督
- ROGUE（2018年） - アクション監督代行[注釈 7]
- ビルド NEW WORLD（2019年） - アクション監督
  - 仮面ライダークローズ[12]
  - 仮面ライダーグリス[86]
- てれびくん超バトルDVD 仮面ライダーゼロワン カンガルーからナニが飛び出す？ソンナの自分でカンガルー！はい、或人じゃないと!!（2020年） - アクション監督
- てれびくん超バトルDVD 仮面ライダーセイバー 集え！ヒーロー!!爆誕ドラゴンてれびくん（2021年） - アクション監督
- 仮面ライダーセイバー 深罪の三重奏（2022年） - アクション監督
- てれびくん超バトルDVD 仮面ライダーリバイス コアラVSカンガルー!!結婚式のチューしんで愛をさけぶ!?（2022年）
- リバイスForward 仮面ライダーライブ&エビル&デモンズ（2023年） - アクション監督
- 王様戦隊キングオージャーVSドンブラザーズ（2024年）アクション監督
- 爆上戦隊ブンブンジャーVSキングオージャー（2025年）アクション監督

### Web配信ドラマ（スタッフ）
- 仮面ライダージオウ スピンオフ RIDER TIME（2019年） - アクション監督[87]
  - 仮面ライダージオウ スピンオフ PART1『RIDER TIME 仮面ライダーシノビ』
  - 仮面ライダージオウ スピンオフ PART2『RIDER TIME 仮面ライダー龍騎』
- ドライブサーガ 仮面ライダーブレン（2019年） - アクション監督[88]
- 仮面ライダーセイバー スピンオフ 剣士列伝（2020年） - アクション監督
- 仮面ライダーセイバー×ゴースト（2021年） - アクション監督
- 仮面ライダースペクター×ブレイズ（2021年） - アクション監督
- 仮面ライダージャンヌ&仮面ライダーアギレラ withガールズリミックス（2022年） - アクション監督
- 王様戦隊キングオージャー ラクレス王の秘密（2023年） - アクション監督
- 仮面ライダージュウガVS仮面ライダーオルテカ（2023年） - 監督 / アクション監督
- パワーレンジャー・コズミックフューリー（2023年） - セカンドユニット監督（第4 - 7話）[89]
- 爆上戦隊ブンブンジャー formation lap 始末屋 オブ ギャラクシー（2025年） - アクション監督

### 舞台（スタッフ）
- LIVE ACT BLAZBLUE（2014年3月6日 - 9日、銀河劇場）殺陣